# Grand Prix FIDE féminin 2009-2011
Navigation
Grand Prix FIDE féminin 2011-2012
Le Grand Prix féminin de la FIDE 2009-2011 était une série de six tournois d'échecs exclusivement réservés aux femmes, qui faisaient partie du cycle de qualification pour le Championnat du monde féminin d'échecs 2011. Le vainqueur du Grand Prix (celui qui avait le plus de points de Grand Prix) devait défier Hou Yifan, la championne du monde 2010, au troisième trimestre 2011. Comme Hou Yifan a également remporté le Grand Prix, Koneru Humpy, en tant que finaliste, s'est qualifiée pour le match de championnat.
Le tournoi final devait initialement avoir lieu à Santiago du Chili à partir du 23 octobre 2010. Cependant, en raison de problèmes de financement, l'hôte a été remplacé et le tournoi final a ensuite eu lieu à Doha, au Qatar.

## Format
Dix-huit des meilleures joueuses du monde devaient être sélectionnées pour participer à ces tournois. Chaque joueuse devait s'engager à participer à exactement 4 de ces tournois. Les joueuses devaient classer leurs tournois préférés une fois la liste finale des villes hôtes annoncée et les dates attribuées à chaque ville hôte.
Chaque tournoi était organisé sous forme de tournoi à la ronde à 12 joueurs. À chaque tour, les joueurs marquaient 1 point pour une victoire, ½ point pour un match nul et 0 pour une défaite. Les points du Grand Prix étaient ensuite attribués en fonction du classement de chaque joueuse dans le tournoi : 160 points pour la première place, 130 pour la deuxième place, 110 pour la troisième place, puis 90 jusqu'à 10 points pour les places 4 à 12 (en diminuant de 10 points pour chaque place). Les points du Grand Prix étaient répartis entre les joueuses ayant un nombre égal de points dans le tournoi.
Les joueuses ne comptaient que leurs trois meilleurs résultats dans le classement général. La joueuse ayant le plus de points au total pour le Grand Prix pour ces trois tournois était la gagnante.

## Les joueuses et les qualifications
Les 18 joueurs qualifiés étaient :
Les quatre premiers du Championnat du monde 2008 :
Alexandra Kosteniuk (a refusé de participer), Hou Yifan, Pia Cramling et Koneru Humpy.
Les six joueurs les mieux classés (moyenne des listes d'octobre 2007 et d'octobre 2008) non encore qualifiés :
Judit Polgár (a refusé), Susan Polgar (a refusé), Xie Jun (a refusé), Zhao Xue, Marie Sebag et Zhu Chen.
Deux joueuses nommées par le président de la FIDE :
Nana Dzagnidze et Elina Danielian.
Une joueuses nommées de chacune des six villes hôtes:
Betul Cemre Yildiz (Istanbul), Shen Yang (Nanjing), Zeinab Mamedyarova, Lilit Mkrtchian (Jermuk), Batkhuyag Munguntuul (Oulan-Bator) et Martha Fierro (Santiago).
Les quatre joueuses qui ont refusé de participer ont été remplacées par les remplaçantes suivantes (sur la base du classement) : Antoaneta Stefanova, Tatiana Kosintseva, Maia Chiburdanidze et Xu Yuhua. Bien que Santiago ait été remplacée par Doha comme ville hôte, leur candidate Fierro a été autorisée à rester dans la série.
Mamedyarova a été exclue de la série après le premier tournoi à Istanbul et remplacée par Baira Kovanova en raison du changement de ville hôte à Nalchik. Kosintseva n'a pas pu jouer à Nanjing et la remplaçante Ju Wenjun a pris sa place dans ce tournoi.

## Tie-breaks
Dans le but de déterminer un vainqueur clair et unique pour jouer dans le match de championnat dans le cas où deux ou plusieurs joueuses auraient le même nombre de points cumulés au sommet, les critères suivants (par ordre décroissant) seraient utilisés pour décider du vainqueur général :
- Le quatrième résultat qui ne fait pas déjà partie des trois meilleures performances
- Le nombre de points de jeu réels marqués dans les quatre tournois
- Le nombre de premières places
- Le nombre de deuxièmes places
- Le nombre de jeux gagnés
- Tirage au sort

## Prix en argent et points du Grand Prix
Le prix était de 40 000 € par épreuve du Grand Prix et de 60 000 € pour le classement général du Grand Prix.
| Place | épreuve individuelle du Grand Prix | Classement général | Points du Grand Prix |
| ----- | ---------------------------------- | ------------------ | -------------------- |
| 1     | 6 500 €                            | 15 000 €           | 160                  |
| 2     | 4 750 €                            | 10 000 €           | 130                  |
| 3     | 4 000 €                            | 8 000 €            | 110                  |
| 4     | 3 750 €                            | 7 000 €            | 90                   |
| 5     | 3 500 €                            | 6 000 €            | 80                   |
| 6     | 3 250 €                            | 5 000 €            | 70                   |
| 7     | 3 000 €                            | 4 000 €            | 60                   |
| 8     | 2 750 €                            | 3 000 €            | 50                   |
| 9     | 2 500 €                            | 2 000 €            | 40                   |
| 10    | 2 250 €                            | –                  | 30                   |
| 11    | 2 000 €                            | –                  | 20                   |
| 12    | 1 750 €                            | –                  | 10                   |

## Calendrier et résultats
| Non. | Ville hôte            | Date                           | Vainqueur                    | Points (Victoire/nul/défaite) |
| ---- | --------------------- | ------------------------------ | ---------------------------- | ----------------------------- |
| 1    | Istanbul, Turquie     | 7-19 mars 2009                 | Koneru Humpy                 | 8,5/11 (+7=3-1)               |
| 2    | Nankin, Chine         | 28 septembre – 10 octobre 2009 | Xu Yuhua                     | 8/11 (+7=2-2)                 |
| 3    | Naltchik, Russie      | 26 avril – 7 mai 2010          | Tatiana Kosintseva           | 11/09 (+7=4-0)                |
| 4    | Jermuk, Arménie       | 24 juin – 5 juillet 2010       | Nana Dzagnidze               | 11/09 (+7=4-0)                |
| 5    | Oulan-Bator, Mongolie | 30 juillet – 11 août 2010      | Hou Yifan                    | 8/11 (+5=6-0)                 |
| 6    | Doha, Qatar           | 23 février – 5 mars 2011       | Koneru Humpy Elina Danielian | 8/11 (+6=4-1) 8/11 (+7=2-2)   |

### Tableaux croisés des événements
|    |                     | Note | 1 | 2 | 3 | 4 | 5 | 6 | 7 | 8 | 9 | 10 | 11 | 12 | Score | Tie break |
| -- | ------------------- | ---- | - | - | - | - | - | - | - | - | - | -- | -- | -- | ----- | --------- |
| 1  | Koneru Humpy        | 2621 | - | 1 | 0 | ½ | 1 | 1 | 1 | 1 | 1 | ½  | 1  | ½  | 8½    |           |
| 2  | Elina Danielian     | 2496 | 0 | - | ½ | 1 | 1 | ½ | 1 | 1 | 1 | ½  | ½  | 1  | 8     | 40,25     |
| 3  | Hou Yifan           | 2571 | 1 | ½ | - | 0 | ½ | 1 | 1 | 1 | ½ | ½  | 1  | 1  | 8     | 39,75     |
| 4  | Zhao Xue            | 2508 | ½ | 0 | 1 | - | 0 | 1 | 1 | ½ | ½ | 1  | 1  | 1  | 7½    |           |
| 5  | Marie Sebag         | 2529 | 0 | 0 | ½ | 1 | - | ½ | 1 | 0 | ½ | ½  | 1  | 1  | 6     |           |
| 6  | Pia Cramling        | 2548 | 0 | ½ | 0 | 0 | ½ | - | 0 | 1 | 1 | 1  | ½  | 1  | 5½    | 22,75     |
| 7  | Martha Fierro       | 2403 | 0 | 0 | 0 | 0 | 0 | 1 | - | ½ | 1 | 1  | 1  | 1  | 5½    | 20,00     |
| 8  | Antoaneta Stefanova | 2557 | 0 | 0 | ½ | 1 | 0 | ½ | - | ½ | ½ | 1  | 1  | 5  | 20,75 |           |
| 9  | Maia Chiburdanidze  | 2516 | 0 | 0 | ½ | ½ | ½ | 0 | 0 | ½ | - | 1  | 1  | 1  | 5     | 20,25     |
| 10 | Shen Yang           | 2448 | ½ | ½ | ½ | 0 | ½ | 0 | 0 | ½ | 0 | -  | 0  | 0  | 2½    | 17h75     |
| 11 | Zeinab Mamedyarova  | 2362 | 0 | ½ | 0 | 0 | 0 | ½ | 0 | 0 | 0 | 1  | -  | ½  | 2½    | 10.25     |
| 12 | Betul Cemre Yildiz  | 2214 | ½ | 0 | 0 | 0 | 0 | 0 | 0 | 0 | 0 | 1  | ½  | -  | 2     |           |
|    |                      | Notation | 1 | 2 | 3 | 4 | 5 | 6 | 7 | 8 | 9 | 10 | 11 | 12 | Score | Jeu décisif |
| -- | -------------------- | -------- | - | - | - | - | - | - | - | - | - | -- | -- | -- | ----- | ----------- |
| 1  | Xu Yuhua             | 2485     | - | 0 | ½ | ½ | 1 | 1 | 1 | 0 | 1 | 1  | 1  | 1  | 8     |             |
| 2  | Nana Dzagnidze       | 2535     | 1 | - | ½ | 0 | ½ | 1 | 0 | ½ | 1 | 1  | 1  | 1  | 7½    |             |
| 3  | Zhao Xue             | 2542     | ½ | ½ | - | 1 | 0 | 0 | 1 | ½ | ½ | 1  | 1  | 1  | 7     |             |
| 4  | Marie Sebag          | 2519     | ½ | 1 | 0 | - | ½ | 1 | 0 | 1 | 0 | 1  | ½  | 1  | 6½    | 33,25       |
| 5  | Lilit Mkrtchian      | 2468     | 0 | ½ | 1 | ½ | - | ½ | ½ | ½ | ½ | ½  | 1  | 1  | 6½    | 30,75       |
| 6  | Ju Wenjun            | 2443     | 0 | 0 | 1 | 0 | ½ | - | 1 | 1 | ½ | ½  | 1  | 1  | 6½    | 29,50       |
| 7  | Shen Yang            | 2453     | 0 | 1 | 0 | 1 | ½ | 0 | - | ½ | ½ | 1  | ½  | 1  | 6     |             |
| 8  | Batkhuyag Munguntuul | 2418     | 1 | ½ | ½ | 0 | ½ | 0 | ½ | - | ½ | 0  | 1  | 1  | 5½    | 20,75       |
| 9  | Baira Kovanova       | 2408     | 0 | 0 | ½ | 1 | ½ | ½ | ½ | ½ | - | 0  | ½  | 1  | 5     |             |
| 10 | Zhu Chen             | 2488     | 0 | 0 | 0 | 0 | ½ | ½ | 0 | 1 | 1 | -  | ½  | 1  | 4½    |             |
| 11 | Martha Fierro        | 2386     | 0 | 0 | 0 | ½ | 0 | 0 | ½ | 0 | ½ | ½  | -  | 0  | 2     |             |
| 12 | Betul Cemre Yildiz   | 2224     | 0 | 0 | 0 | 0 | 0 | 0 | 0 | 0 | 0 | 0  | 1  | -  | 1     |             |
|    |                      | Note | 1 | 2 | 3 | 4 | 5 | 6 | 7 | 8 | 9 | 10 | 11 | 12 | Score | Tie break |
| -- | -------------------- | ---- | - | - | - | - | - | - | - | - | - | -- | -- | -- | ----- | --------- |
| 1  | Tatiana Kosintseva   | 2536 | - | 1 | 1 | 1 | ½ | ½ | 1 | ½ | 1 | 1  | ½  | 1  | 9     |           |
| 2  | Hou Yifan            | 2585 | 0 | - | 0 | ½ | ½ | 1 | 1 | 1 | ½ | 1  | 1  | 1  | 7½    |           |
| 3  | Nana Dzagnidze       | 2535 | 0 | 1 | - | ½ | ½ | ½ | ½ | ½ | ½ | 1  | 1  | 1  | 7     | 33.25     |
| 4  | Pia Cramling         | 2535 | 0 | ½ | ½ | - | ½ | 1 | ½ | ½ | ½ | 1  | 1  | 1  | 7     | 32,25     |
| 5  | Koneru Humpy         | 2595 | ½ | ½ | ½ | ½ | - | 0 | 0 | 0 | 1 | ½  | 1  | 1  | 5½    | 26,75     |
| 6  | Zhu Chen             | 2488 | ½ | 0 | ½ | 0 | 1 | - | 0 | ½ | 1 | ½  | 1  | ½  | 5½    | 26,75     |
| 7  | Batkhuyag Munguntuul | 2418 | 0 | 0 | ½ | ½ | 1 | 1 | - | 0 | 1 | 0  | ½  | 1  | 5½    | 25,75     |
| 8  | Zhao Xue             | 2542 | ½ | 0 | ½ | ½ | 1 | ½ | 1 | - | 0 | 0  | 0  | 1  | 5     | 26,75     |
| 9  | Lilit Mkrtchian      | 2468 | 0 | ½ | ½ | ½ | 0 | 0 | 0 | 1 | - | 1  | 1  | ½  | 5     | 24,00     |
| 10 | Baira Kovanova       | 2408 | 0 | 0 | 0 | ½ | ½ | 1 | 1 | 0 | - | 1  | 1  | 5  | 20,00 |           |
| 11 | Betul Cemre Yildiz   | 2224 | ½ | 0 | 0 | 0 | 0 | 0 | ½ | 1 | 0 | 0  | -  | ½  | 2½    |           |
| 12 | Elina Danielian      | 2489 | 0 | 0 | 0 | 0 | 0 | ½ | 0 | 0 | ½ | 0  | ½  | -  | 1½    |           |
|    |                     | Note | 1 | 2 | 3 | 4 | 5 | 6 | 7 | 8 | 9 | 10 | 11 | 12 | Score | Tie break |
| -- | ------------------- | ---- | - | - | - | - | - | - | - | - | - | -- | -- | -- | ----- | --------- |
| 1  | Nana Dzagnidze      | 2535 | - | 1 | 1 | 1 | 1 | ½ | ½ | 1 | ½ | 1  | 1  | 9  |       |           |
| 2  | Tatiana Kosintseva  | 2536 | 0 | - | 0 | ½ | ½ | 1 | ½ | 1 | 1 | 1  | 1  | 1  | 7½    |           |
| 3  | Elina Danielian     | 2489 | 0 | 1 | - | ½ | 0 | ½ | ½ | 1 | 1 | ½  | 1  | ½  | 6½    | 32,25     |
| 4  | Lilit Mkrtchian     | 2468 | 0 | ½ | ½ | - | 1 | 0 | ½ | ½ | 1 | 1  | ½  | 1  | 6½    | 30,50     |
| 5  | Antoaneta Stefanova | 2527 | 0 | ½ | 1 | 0 | - | 0 | ½ | 1 | 1 | 1  | ½  | 1  | 6½    | 30,00     |
| 6  | Hou Yifan           | 2585 | ½ | 0 | ½ | 1 | 1 | - | 1 | 0 | ½ | 0  | ½  | 1  | 6     |           |
| 7  | Pia Cramling        | 2535 | ½ | ½ | ½ | ½ | ½ | 0 | - | ½ | 0 | ½  | 1  | 1  | 5½    | 27,25     |
| 8  | Shen Yang           | 2453 | ½ | 0 | 0 | ½ | 0 | 1 | ½ | - | ½ | ½  | 1  | 1  | 5½    | 25,25     |
| 9  | Maia Chiburdanidze  | 2506 | 0 | 0 | 0 | 0 | 0 | ½ | 1 | ½ | - | 1  | ½  | 1  | 4½    |           |
| 10 | Xu Yuhua            | 2485 | ½ | 0 | ½ | 0 | 0 | 1 | ½ | ½ | 0 | -  | 1  | 0  | 4     |           |
| 11 | Baira Kovanova      | 2408 | 0 | 0 | 0 | ½ | ½ | ½ | 0 | 0 | ½ | 0  | -  | 1  | 3     |           |
| 12 | Martha Fierro       | 2386 | 0 | 0 | ½ | 0 | 0 | 0 | 0 | 0 | 0 | 1  | 0  | -  | 1½    |           |
|    |                      | Note | 1 | 2 | 3 | 4 | 5 | 6 | 7 | 8 | 9 | 10 | 11 | 12 | Score | Tie break |
| -- | -------------------- | ---- | - | - | - | - | - | - | - | - | - | -- | -- | -- | ----- | --------- |
| 1  | Hou Yifan            | 2585 | - | ½ | ½ | ½ | ½ | ½ | 1 | ½ | 1 | 1  | 1  | 1  | 8     |           |
| 2  | Antoaneta Stefanova  | 2527 | ½ | - | 0 | 0 | 1 | ½ | 1 | 1 | ½ | 1  | 1  | 1  | 7½    |           |
| 3  | Koneru Humpy         | 2595 | ½ | 1 | - | 0 | ½ | 1 | ½ | 1 | ½ | 1  | 0  | ½  | 6½    | 36,00     |
| 4  | Zhao Xue             | 2542 | ½ | 1 | 1 | - | 0 | 1 | 0 | 0 | 1 | ½  | ½  | 1  | 6½    | 34,75     |
| 5  | Tatiana Kosintseva   | 2536 | ½ | 0 | ½ | 1 | - | ½ | ½ | ½ | 1 | 0  | 1  | 1  | 6½    | 32,50     |
| 6  | Maia Chiburdanidze   | 2506 | ½ | ½ | 0 | 0 | ½ | - | 1 | ½ | 0 | 1  | 1  | 1  | 6     |           |
| 7  | Xu Yuhua             | 2485 | 0 | 0 | ½ | 1 | ½ | 0 | - | ½ | ½ | ½  | 1  | 1  | 5½    |           |
| 8  | Shen Yang            | 2453 | ½ | 0 | 0 | 1 | ½ | ½ | ½ | - | ½ | ½  | 0  | 1  | 5     | 26,00     |
| 9  | Zhu Chen             | 2488 | 0 | ½ | ½ | 0 | 0 | 1 | ½ | ½ | - | 1  | 1  | 0  | 5     | 25,75     |
| 10 | Marie Sebag          | 2519 | 0 | 0 | 0 | ½ | 1 | 0 | ½ | ½ | 0 | -  | 1  | ½  | 4     |           |
| 11 | Batkhuyag Munguntuul | 2418 | 0 | 0 | 1 | ½ | 0 | 0 | 0 | 1 | 0 | 0  | -  | 1  | 3½    |           |
| 12 | Betul Cemre Yildiz   | 2224 | 0 | 0 | ½ | 0 | 0 | 0 | 0 | 0 | 1 | ½  | 0  | -  | 2     |           |
|    |                      | Note | 1 | 2 | 3 | 4 | 5 | 6 | 7 | 8 | 9 | 10 | 11 | 12 | Score | Tie break |
| -- | -------------------- | ---- | - | - | - | - | - | - | - | - | - | -- | -- | -- | ----- | --------- |
| 1  | Koneru Humpy         | 2595 | - | 1 | ½ | ½ | 0 | 1 | 1 | ½ | 1 | 1  | ½  | 1  | 8     | 41,75     |
| 2  | Elina Danielian      | 2489 | 0 | - | 1 | 0 | 1 | 1 | 1 | 1 | ½ | 1  | ½  | 1  | 8     | 40,25     |
| 3  | Marie Sebag          | 2519 | ½ | 0 | - | 1 | 1 | ½ | 0 | 1 | ½ | 1  | ½  | 1  | 7     |           |
| 4  | Pia Cramling         | 2535 | ½ | 1 | 0 | - | 1 | ½ | 0 | 0 | ½ | ½  | 1  | ½  | 5½    | 30,50     |
| 5  | Nana Dzagnidze       | 2536 | 1 | 0 | 0 | 0 | - | ½ | 1 | 1 | 1 | 0  | 1  | 0  | 5½    | 29,25     |
| 6  | Maia Chiburdanidze   | 2506 | 0 | 0 | ½ | ½ | ½ | - | 0 | 1 | 1 | 1  | ½  | ½  | 5½    | 26h75     |
| 7  | Batkhuyag Munguntuul | 2418 | 0 | 0 | 1 | 1 | 0 | 1 | - | 0 | ½ | 0  | ½  | 1  | 5     | 25h75     |
| 8  | Xu Yuhua             | 2485 | ½ | 0 | 0 | 1 | 0 | 0 | 1 | - | 0 | 1  | 1  | ½  | 5     | 24h75     |
| 9  | Lilit Mkrtchian      | 2468 | 0 | ½ | ½ | ½ | 0 | 0 | ½ | 1 | - | ½  | 0  | 1  | 4½    | 23,50     |
| 10 | Martha Fierro        | 2386 | 0 | 0 | 0 | ½ | 1 | 0 | 1 | 0 | ½ | -  | ½  | 1  | 4½    | 21,00     |
| 11 | Antoaneta Stefanova  | 2527 | ½ | ½ | ½ | 0 | 0 | ½ | ½ | 0 | 1 | ½  | -  | 0  | 4     |           |
| 12 | Zhu Chen             | 2488 | 0 | 0 | 0 | ½ | 1 | ½ | 0 | ½ | 0 | 0  | 1  | -  | 3½    |           |

### Classement du Grand Prix
Le Grand Prix a été remporté par Hou Yifan, mais comme elle était déjà qualifiée pour le match de championnat en tant que tenante du titre, la deuxième Koneru Humpy s'est qualifiée comme challenger. Sa première place ex-aequo à Doha a été suffisante pour dépasser Nana Dzagnidze et s'assurer la deuxième place au classement général.
|    | Joueur                     | Istanbul | Nanjing | Nalchik | Jermuk | Oulan-Bator | Doha | Joué | Meilleurs 3 |
| -- | -------------------------- | -------- | ------- | ------- | ------ | ----------- | ---- | ---- | ----------- |
| 1  | Hou Yifan (CHN)            | 120      | –       | 130     | (70)   | 160         | –    | 4    | 410         |
| 2  | Koneru Humpy (IND)         | 160      | –       | (70)    | –      | 93⅓         | 145  | 4    | 398⅓        |
| 3  | Nana Dzagnidze (GEO)       | –        | 130     | 100     | 160    | –           | (80) | 4    | 390         |
| 4  | Tatiana Kosintseva (RUS)   | –        | –       | 160     | 130    | 93⅓         | –    | 3    | 383⅓        |
| 5  | Elina Danielian (ARM)      | 120      | –       | (10)    | 93⅓    | –           | 145  | 4    | 358⅓        |
| 6  | Zhao Xue (CHN)             | 90       | 110     | (40)    | –      | 93⅓         | –    | 4    | 293⅓        |
| 7  | Xu Yuhua (CHN)             | –        | 160     | –       | (30)   | 60          | 55   | 4    | 275         |
| 8  | Marie Sebag (FRA)          | 80       | 80      | –       | –      | (30)        | 110  | 4    | 270         |
| 9  | Antoaneta Stefanova (BUL)  | 45       | –       | –       | 93⅓    | 130         | (20) | 4    | 268⅓        |
| 10 | Pia Cramling (SWE)         | 65       | –       | 100     | (55)   | –           | 80   | 4    | 245         |
| 11 | Lilit Mkrtchian (ARM)      | –        | 80      | 40      | 93⅓    | –           | (35) | 4    | 213⅓        |
| 12 | Maia Chiburdanidze (GEO)   | 45       | –       | –       | (40)   | 70          | 80   | 4    | 195         |
| 13 | Batkhuyag Munguntuul (MGL) | –        | 50      | 70      | –      | (20)        | 55   | 4    | 175         |
| 14 | Shen Yang (CHN)            | (25)     | 60      | –       | 55     | 45          | –    | 4    | 160         |
| 15 | Zhu Chen (QAT)             | –        | 30      | 70      | –      | 45          | (10) | 4    | 145         |
| 16 | Martha Fierro (ECU)        | 65       | 20      | –       | (10)   | –           | 35   | 4    | 120         |
| 17 | Baira Kovanova (RUS)       | –        | 40      | 40      | 20     | –           | –    | 3    | 100         |
| 18 | Ju Wenjun (CHN)            | –        | 80      | –       | –      | –           | –    | 1    | 80          |
| 19 | Betul Cemre Yildiz (TUR)   | 10       | 10      | 20      | –      | (10)        | –    | 4    | 40          |
| 20 | Zeinab Mamedyarova (AZE)   | 25       | –       | –       | –      | –           | –    | 1    | 25          |